# أوغ فابريس زانغو
أوغ فابريس زانغو (مواليد 25 يونيو 1993) هو لاعب قفز ثلاثي وقفز طويل من بوركينا فاسو،حصل على الميدالية البرونزية في مسابقة القفز الثلاثي في أولمبياد 2020 وبذلك يصبح أول شخص من بوركينا فاسو يحصل على ميدالية أولمبية.